# Cirugía torácica

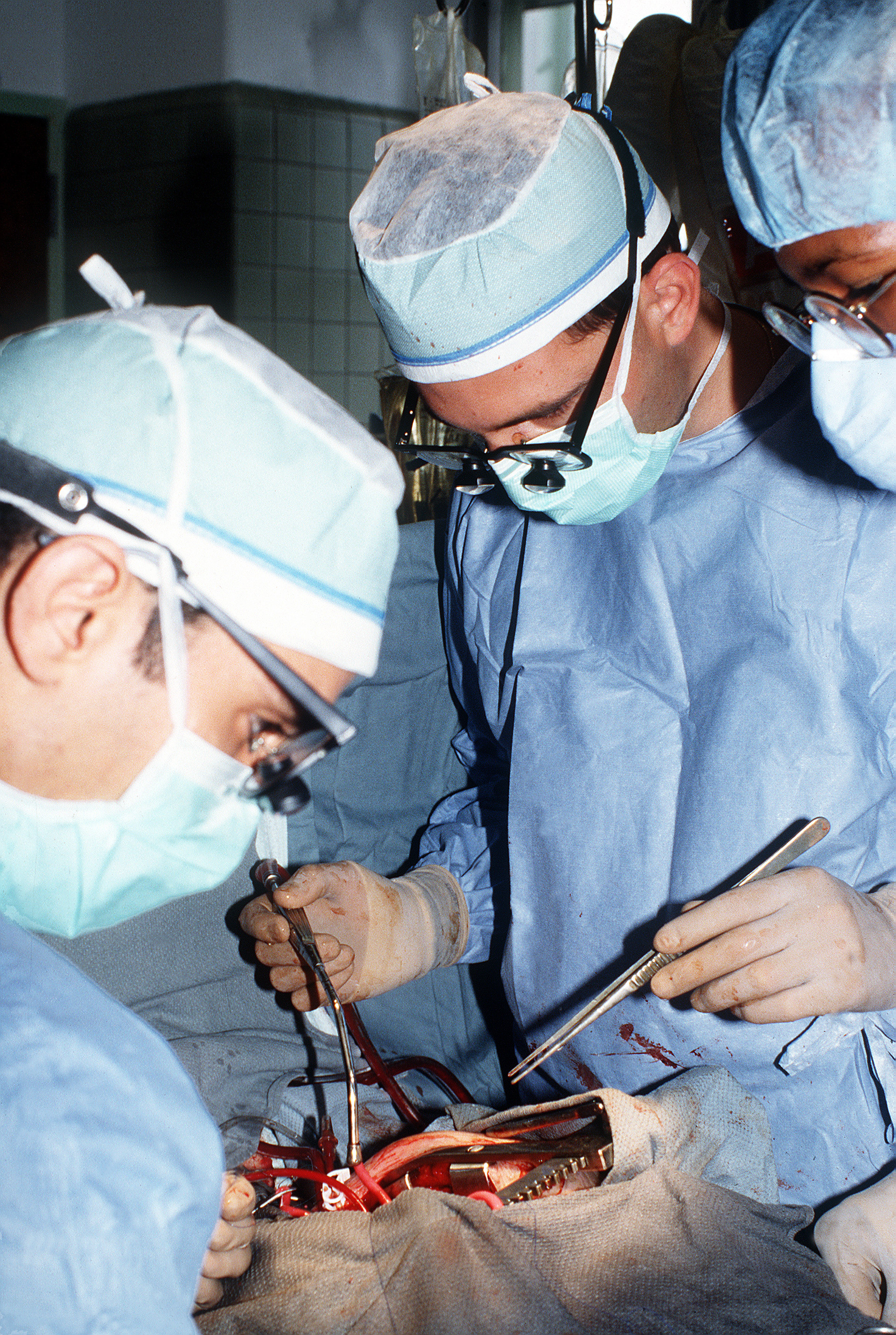
Intervención quirúrgica del tórax.

La cirugía torácica es una especialidad médica dedicada al estudio y tratamiento quirúrgico de las enfermedades que afectan al tórax.

## Campo de acción quirúrgica
El cirujano torácico está especializado en los procesos patológicos que afectan a toda la cavidad torácica, en concreto a los bronquios, costillas, diafragma, esófago, mediastino, pleura, pulmones y tráquea. Excepto el corazón y los grandes vasos, a la que se dedica la cirugía cardiovascular. Se relaciona habitualmente con algunas especialidades no quirúrgicas, sobre todo con aparato digestivo y neumología.
El tipo de procesos patológicos que trata son de carácter congénito, displásico, inflamatorio, tumoral o traumático.

## Ejercicio profesional
El cirujano torácico normalmente ejerce en hospitales, por la necesidad de quirófano y material quirúrgico especializado. Sus actividades se desarrollan en el quirófano, la sala de reanimación, la planta (donde están los pacientes encamados), y las consultas externa (intra o extrahospitalarias).

## En España
Es una de las 47 especialidades médicas legalmente reconocidas en España. Su denominación oficial es "Cirugía torácica". Para poder ejercerla hay que tener previamente el título de Licenciado en Medicina, superar el examen para Médico Interno Residente (MIR) y realizar una residencia de 5 años en un hospital acreditado.